# Хамаду Сулі
Хамаду Адаму Сулі — нігерський політик, який обіймав посаду міністра внутрішніх справ і децентралізації Нігера з листопада 2021 року до свого арешту президентської гвардією під час військового перевороту у Нігері 2023 року.  